# Saison 2018-2019 du Royal Excel Mouscron
Maillots
Chronologie
Saison précédente Saison suivante
La saison 2018-2019 du Royal Excel Mouscron voit le club évoluer en Division 1A. C'est la 4e saison du club au plus haut niveau du football belge et la 4e consécutive. Le club participe également à la Coupe de Belgique.

## Préparation d'avant-saison

### Matchs amicaux
| 1er match                        | Royal Dottignies Sport | 0 - 3   | Royal Excel Mouscron                        | Dottignies |  |
| Dimanche 24 juin 2018 16:00 CEST |                        | (0 - 2) | Kuzmanović 11e · Napoleone 13e · Fronzi 82e |            |  |

| 2e match                         | KSK Renaix | 0 - 2   | Royal Excel Mouscron     | Dottignies               |                          |
| Dimanche 24 juin 2018 18:00 CEST |            | (0 - 2) | Olinga 20e · Mohamed 44e | Arbitrage : M. Staessens | Arbitrage : M. Staessens |

| 3e match                           | Waasland-Beveren | 1 - 0   | Royal Excel Mouscron |                                           |                                           |
| Vendredi 6 juillet 2018 17:00 CEST | Heymans 87e      | (0 - 0) |                      | Spectateurs : 0 Arbitrage : M. Vandeweght | Spectateurs : 0 Arbitrage : M. Vandeweght |

| 4e match                          | KRC Genk                                                        | 5 - 2   | Royal Excel Mouscron     | Stade des Mines, Beringen |  |
| Samedi 14 juillet 2018 19:30 CEST | Trossard 25e 43e · Malinovskyi 34e · Karélis 69e · Zhegrova 75e | (3 - 0) | Pierrot 49e · Spahiu 81e |                           |  |

| 5e match                         | KSV Audenarde | 1 - 0   | Royal Excel Mouscron | Stade du bourgmestre Thienpont, Audenarde |  |
| Jeudi 19 juillet 2018 19:00 CEST | Vervacke 40e  | (1 - 0) |                      |                                           |  |

| 6e match                            | Saint-Trond VV | 0 - 1   | Royal Excel Mouscron | Stade des mines, Beringen |  |
| Vendredi 20 juillet 2018 19:30 CEST |                | (0 - 1) | Olinga 18e           |                           |  |

## Transferts

### Été 2018
| Arrivées       |                   |                |         |           |                |
| Mbaye Leye     | 1er décembre 1982 | Attaquant      | Sénégal | Juin 2019 | KAS Eupen      |
| Jean Butez     | 8 juin 1995       | Gardien de but | France  | Juin 2021 | Lille OSC      |
| Départs        |                   |                |         |           |                |
| Mohamed Aidara | 24 décembre 1989  | Milieu         | France  | Juin 2018 | fin de contrat |

## Statistiques
Les matchs amicaux ne sont pas pris en compte.